# 古賀森男
古賀森男（こが もりお、1961年5月24日 - ）は神奈川県出身のシンガーソングライター・ギタリストである。1985-6年にレベッカに二代目ギタリストとして在籍。その後1988年に3人組バンドフェビアン（FABIENNE）を結成、1990年に解散。1992年ファンハウスよりソロデビュー。1999年にフェビアンを再結成。

## ディスコグラフィー

### シングル
- SCOOTER（1992年10月25日）
- 冒険者たち（1993年3月25日）
- 抱きしめていたい（1993年8月1日）
- 勇気がいる（1995年10月20日）
- 架け橋（1996年5月17日）

### アルバム
- 古賀森男図鑑（1992年11月26日）
- 僕は太陽（1993年6月2日）
- Gulliver（1995年12月1日）
- Songbook（1996年6月21日）

### その他
- 「Silent Bells」（1989年11月22日）遊佐未森とのコラボレーションシングル
- 「レモンの木」(1998年1月16日) 遊佐未森と共同作曲